# Angel Romaeo
Angel Romaeo (Cardiff, 14 agosto 1997) è una ginnasta gallese.
Con la nazionale britannica juniores ha partecipato agli Europei di Bruxelles 2012; nel concorso a squadre ha ottenuto 13,333 punti a parallele, trave e corpo libero; nel concorso individuale si è piazzata al 15º posto con 51,166 punti (volteggio: 13,233; parallele: 11,400; trave: 13,333; corpo libero: 13.200).
Nel 2014 ha fatto parte della nazionale gallese vincitrice della medaglia di bronzo ai XX Giochi del Commonwealth.